# Plateau Thompson
Pour les articles homonymes, voir Thompson.
Le plateau Thompson (en anglais : Thompson Plateau) est un sous-plateau du plateau intérieur, dans la province de Colombie-Britannique au Canada.
Le plateau Bonaparte est inclus dans le plateau Thompson ou le plateau Cariboo selon les définitions.